# All to You
All to You (pol. Wszystko dla Ciebie) – singiel austriackiego zespołu muzycznego The Rounder Girls napisany przez Dave’a Moskina oraz wydany w 2000 roku.
W 2000 roku utwór reprezentował Austrię w 45. Konkursie Piosenki Eurowizji organizowanego w Sztokholmie. 13 maja zespół zaprezentował numer jako ostatni, dwudziesty czwarty w kolejności w finale widowiska i zajął ostatecznie 14. miejsce z 34 punktami na koncie.

## Lista utworów
CD single
1. „All to You” (Radio Mix) – 3:19
2. „All to You” (Eurovision Song Contest 2000 Mix) – 3:00
3. „All to You” (Extended Version) – 3:59
4. „All to You” (Sing-A-Long Version) – 3:00